# 지구 최고 기온 기록

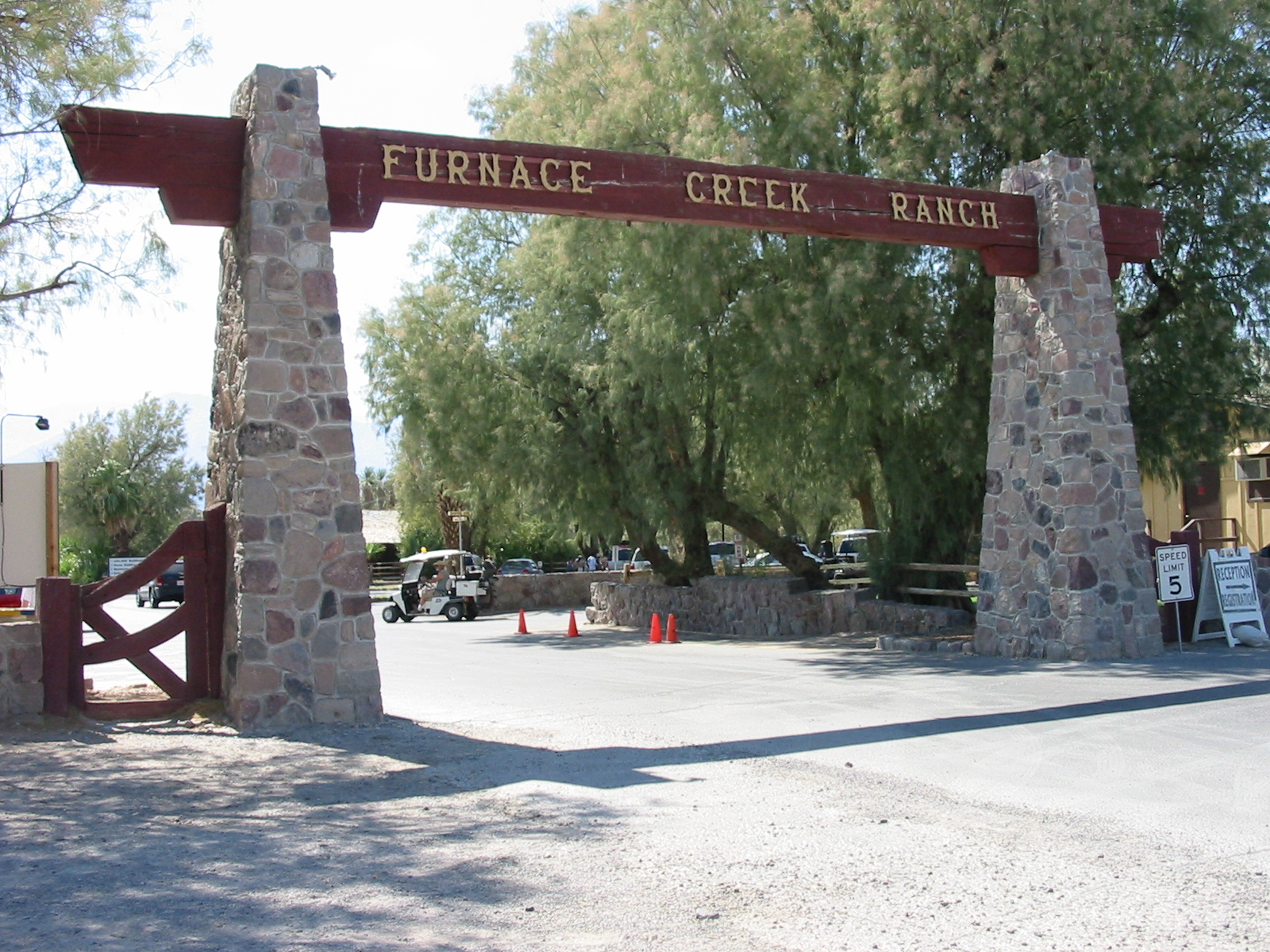
지구 최고 기온 기록을 관측한 미국 캘리포니아주 퍼니스 크릭 목장의 입구 모습.

지구 최고 기온 기록은 크게 지상 온도, 공기 중 기온, 인공위성을 통한 관측 3가지 방법을 통해 관측되었다. 이 중 지상 온도와 인공위성 관측값은 신뢰도 문제로 인해 세 온도의 표준 측정치에 있어 지속적으로 문제가 제기되고 있다. 세 방법 중 공기 중 기온이 세계 기상 기구(WMO)와 기네스 세계 기록이 준용하는 공식적인 지구 최고 기온 기록으로 인정하고 있다. 현재 공식적인 지구 최고 기온 기록은 1913년 7월 10일 미국 캘리포니아주 데스 밸리의 퍼니스 크릭 목장에서 관측한 56.7 °C (134.1 °F)이다. 1922년부터 2012년까지 지난 90년간 리비아에서 관측한 57.8 °C (136.0 °F) 기록이 최고 기온 기록으로 공인받았으나, 잘못된 관측 기록으로 판명되어 2012년부터 측정치에서 제외되었다. 하지만 2012년 리비아 기록이 말소된 이후 1913년 데스 밸리의 온도 기록도 일부 기상학자들이 비슷한 문제가 있었다면서 기록의 신뢰도에 의문을 제기하기도 하였다. 세계 기상 기구는 향후 측정 과정 등에 확실한 오류가 있어 문제가 있음이 증명될 때까지 현재의 데스 밸리 기온 기록을 인정하기로 하였다. 만일 1913년 데스 밸리 기록도 말소될 경우 그 다음 최고 기온 기록은 데스 밸리 퍼니스 크릭에서 측정된 54.0 °C (129.2 °F) 기록이 이어받게 된다.
세 가지 관측 방법으로 관측한 기록 중에서도 공인되지 않았지만 공인 기록을 넘는 온도 기록이 존재한다. 이 기록에는 당시 사용했던 장비로 검증되지 않은 역사적 기록이나 기록이 검증되지 않은 여러 기온값들이 있다. 그 외에도 SNS 등지에서 잘못된 측정으로 나온 공인되지 않은 극단적인 고온의 관측값이 나오기도 한다.

## 관측 역사
표준적인 기온 관측 방법은 지상에서 1.5 m 떨어진 높이에서 직사광선에서 보호받은 곳에서 관측한 온도계의 기록으로 관측한다. 지구 표면 온도 기록은 기록 보존을 시작한 1880년대 이후부터 전 세계의 관측값을 모니터링하여 저장하고 있다. 세계 기상 기구는 1913년 7월 10일 미국 데스 밸리에 있는 캘리포니아주 퍼니스 크릭 목장에서 지구 최고 기온인 56.7 °C (134.1 °F)를 관측했다고 공인하고 있다. 데스 밸리의 기온은 1922년 9월 13일 리비아 아지지야에서 57.8 °C (136.0 °F)를 관측하면서 경신되었다. 하지만 90년 후 리비아의 온도 기록이 무효화되면서 지구 최고 기온 기록은 종전의 값인 1913년 데스 밸리의 기온으로 넘어갔다. 하지만 리비아의 기온 기록이 무효로 처리되면서 1913년 데스 밸리의 기온 기록도 그 유효성에 의문이 제기되고 있다. 만일 1913년 관측 기록도 무효가 될 경우 지구 최고 기온 공식 기록은 2013년 6월 20일 미국 데스 밸리와 2016년 7월 21일 쿠웨이트 미트리바흐에서 관측한 54.0 °C (129.2 °F) 기록이 이어받게 된다. 미국의 데스 밸리 퍼니스 크릭은 2020년 8월 16일과 2021년 7월 9일 위의 기록보다 더 높은 기온인 54.4 °C (129.9 °F)을 관측했으나 이 기록은 아직 검증 중이다.
지구의 최고 온도는 지상 표면 온도와 인공위성을 통한 관측값도 존재한다. 지상 표면에서 측정한 온도는 공기 중 기온보다 최대 30–50 °C (54–90 °F) 더 높을 수 있다. 이론적으로 가능한 최대 지상 표면 온도는 열전도율이 낮은 건조하고 어두운 토양에서 90–100 °C (194–212 °F)까지 가능할 것으로 추정된다. 아직까지 공인된 지구 최고 표면 온도 기록은 없지만, 남아 있는 관측값 중 가장 높은 기록은 1972년 7월 15일 미국 데스 밸리 퍼니스 크릭에서 기록한 93.9 °C (201.0 °F)이다. 인공위성을 통한 기온 관측에서도 공기 중 기온 기록보다 더 높은 기온을 측정한 경우가 많았지만 대기 마찰과의 영향 등으로 인공위성의 고도당 손실이 발생해 인공위성 관측 기록은 지상에서 온도계로 측정한 기록보다 신뢰도가 더 낮다. 인공위성이 측정한 최고 기온 기록은 2008년 중화인민공화국 화염산에서 측정한 연간 평균 기온 기록인 66.8 °C (152.2 °F)이다. 그 외에도 2003년부터 2009년까지 아쿠아 위성의 MODIS 적외선 분광 방사선계로 측정한 다른 위성 온도 측정 기록에서는 2005년 이란 루트 사막에서 70.7 °C (159.3 °F)를 기록하였다. 또한 루트 사막은 7년간 측정한 기온 중 2004년, 2005년, 2006년, 2007년, 2009년 총 5년간 최고 기온 기록을 가졌다. MODIS의 측정치는 넓은 지역의 평균 기온을 측정하는 방식이기 때문에 특정 지점의 최대 표면 온도보다 낮을 수 있다.

## 문제
21세기 초부터 지구에서 가장 높은 온도 기록의 종전 기록들이 잘못된 측정값이었을 가능성이 조사되기 시작했다. 1922년부터 2012년까지는 1922년 9월 13일 리비아 아자지야에서 측정된 57.8 °C (136.0 °F)로 공인받았다. 하지만 2012년 1월 세계 기상 기구는 미숙한 기상관측관의 실수로 잘못된 기온을 기록한 것이라는 설득력 높은 증거를 찾아내 리비아 기록을 무효로 판명하였다. 종전 기록이 무효가 되면서 기후학자들은 1913년 데스 밸리의 관측 기록과 같은 종전의 기온 기록에 대한 재검증을 시작하였다. 처음으로 기록에 문제를 제기했던 1949년 아놀드 코트 박사는 1913년의 관측 기록은 당시 발생했던 모래폭풍으로 인한 이상 기록이라는 설을 주장했다. 당시 아놀드 박사는 "모래폭풍이 덮쳤을 때 과열되었던 표면 모래 같은 물질이 관측소 내 온도계를 때려 온도가 급격하게 올라갔을 것"이라고 말했다. 크리스토퍼 C. 버트나 윌리엄 테일러 레이드와 같은 현대 기상역사학자들도 1913년 데스 밸리의 관측값은 이상값으로 실제 관측값보다 2.2–2.8 °C (4–5 °F) 더 높은 값이라고 주장했다. 하지만 세계 기상 기구는 "데스 밸리의 현재 기록은 유효하다. 만약 확실한 새로운 증거가 드러난다면 조사를 시작할 것이지만 현재 확인 가능한 모든 증거는 이 기록이 유효한 것으로 보인다"라며 1913년 데스 밸리의 기록을 유효하다고 보고 있다.

## 기타 비공인 기록
아래 목록은 현재 공인된 세계 최고 기온 기록인 56.7 °C (134.1 °F)를 넘는다고 주장하는 비공인된 기온 기록들을 나열한다. 이 기록에는 당시 사용했던 장비로 검증되지 않은 역사적 기록이나 기록이 검증되지 않은 여러 기온값들이 포함된다. 아마추어들이 소셜 미디어 등에 개제한 여러 극단적인 기온값도 나중에는 잘못된 값으로 판명되기도 하였다. 그 예시 중 하나로 가로등이 녹거나 나무가 자연발화 하는 등의 영상이 같이 첨부되기도 하는데 이런 사실은 나중에 기상학자들이 "증거"가 사실 촬영 장소와 관련 없는 다른 사건들로 발생한 것임을 엮어 반증하기도 하였다. 1972년 이전에 관측한 극단적인 기온값은 지표면 부근 기온이 갑작스레 상승하여 관측된 기록이 많은데, 이는 열 폭발 현상 때문으로 추정된다.
| 날짜            | 온도(°C/°F)        | 관측 방법      | 위치                                      | 설명 |
| --------------- | ------------------ | -------------- | ----------------------------------------- | --- |
| 1909년 7월 1일  | 57.8 °C (136 °F)   | 공기 중 기온   | 오클라호마주 체로키 (미국)                | 이 기록은 중부 표준시 오후 3시 정각에 관측된 기록으로 해당 지역의 농작물이 순간 건조해진 것으로 알려져 있다. |
| 1949년 7월 6일  | 70 °C (158 °F)     | 공기 중 기온   | 코임브라현 피게이라다포스 (포르투갈)      | 열 폭발 현상으로 인해 2분만에 38 °C (100 °F)에서 70 °C (158 °F)로 상승하였다. |
| 1960년          | 60 °C (140 °F)     | 공기 중 기온   | 텍사스주 코펄 (미국)                      | 열 폭발 현상으로 인해 기온이 순간적으로 140 °F (60 °C)까지 상승하여 목화 작물이 건조해지고 식물로 말라버렸다는 기록이 남아 있다. |
| 1966년 7월 6일  | 58.5 °C (137.3 °F) | 공기 중 기온   | 소노라주 산루이리오콜로라도 (멕시코)      | 멕시코 주 정부 기록에 따른 뉴스기관의 발표 기록이다. |
| 1966년 7월 6일  | 60 °C (140.0 °F)   | 공기 중 기온   | 바하칼리포르니아주 메히칼리 (멕시코)      | 바하칼리포르니아주 기상대의 기록 상에서는 소노라주 산루이스(위의 기록)에서 58.5 °C가 관측되었다고 기록되어 있다.같은 날 메히칼리의 엘 리토 지구에서 또 다른 측정이 이루어졌다. 이 측정에서는 사용한 온도계의 한계로 인해 온도계의 한계 측정선인 60 °C에서 멈췄기 때문에 완전한 기록은 아니다. |
| 1967년 6월      | 86.7 °C (188.1 °F) | 미상           | 아바단 (이란)                             | 이란 아바단에서 열 폭발 현상으로 최대 86.7 °C (188.1 °F)가 관측되었다. |
| 1972년 7월 15일 | 93.9 °C (201.0 °F) | 지상 표면 온도 | 퍼니스 크릭 목장 (미국)                   | 위의 #역사 문단 참조. |
| 2005년          | 70.7 °C (159.3 °F) | 위성 관측 기록 | 루트 사막 (이란)                          | 위의 #역사 문단 참조. |
| 2008년          | 66.8 °C (152.2 °F) | 위성 관측 기록 | 화염산 (중화인민공화국)                   | 위의 #역사 문단 참조. |
| 2011년          | 84 °C (183 °F)     | 지상 표면 온도 | 포트수단 (수단)                           | 당시 포트수단의 지상 표면 온도가 최대 84 °C (183 °F)까지 관측되었다. |
| 2021년 5월      | 80.8 °C (177.4 °F) | 위성 관측 기록 | 루트 사막, (이란) & 소노라 사막, (멕시코) | 2021년 5월 미국 기상사회잡지의 사례 연구에서 실린 기록이다. |

## 같이 보기
- 지구 최저 기온 기록
- 지구 표면 온도
- 사막 기후
- 폭염